# Els Pastorets d'Igualada

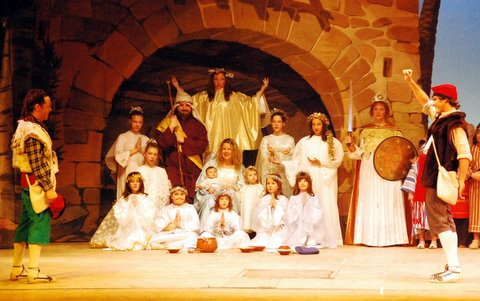
Escena dels Pastorets d'Igualada, any del cinquantenari (2009)

Els Pastorets d'Igualada és una representació teatral realitzada ininterrompudament des de l'any 1959 a Igualada de la versió dels Pastorets de Josep Maria Folch i Torres, a càrrec del grup de teatre Esbart Igualadí. És una de les representacions de pastorets més tradicionals de Catalunya, conjuntament amb els Pastorets de l'Ametlla de Merola, Berga, Calaf, Balsareny i Manresa.
A Igualada més de 100 persones, 60 de l'Esbart i 40 d'altres entitats, fan possible la posada en escena d'aquesta tradició nadalenca catalana amb un espectacle ple de color, música i efectes, que enamora als xics i als més grans. L'espectacle té una duració d'unes tres hores, i també es realitza una versió de dues hores adreçada a nens.
Els Pastorets d'Igualada han donat suport, modificant alguna escena, a la Plataforma Pro Tradicions Catalanes que té l'objectiu d'impulsar les tradicions catalanes com el Tió, els Reis Mags d'Orient o Els Pastorets. La coneguda actriu Lloll Bertran participà l'any 2009 als Pastorets d'Igualada realitzant el paper de Marta, coincidint amb la celebració dels 50 anys de les representacions.

## Història
El 1953 l'Antoni Ferrer proposà a l'agrupació igualadina "Els Caçadors del Noya" de fer els Pastorets. Els actors en un principi li portaren la contra, ja que consideraven que no tenien mitjans per fer-los; ni tan sols escenari, ja que l'escenari de la Cooperativa "La Victòria" era molt petit per a uns Pastorets. Malgrat això l'Antoni Ferrer ho va posar en marxa.
Les monges de les Escolàpies tenien una sala molt gran i maca, i accediren a deixar-la a l'agrupació teatral. Els assajos però, es realitzaren en la seva major part a la Cooperativa. Del Centre Nacional aconseguiren algun decorat i uns vestits mig estripats que tenien arraconats. Compongueren l'escenografia els decorats aconseguits, algun de pintat com el de la cuina, i algun altre natural: uns pins autèntics servien de bosc: per posar-los calgué foradar l'escenari, amb la qual cosa les monges posaren el crit al cel. Amb cadires plegables i algunes de llogades ompliren la sala.
El problema més gran de la sala fou que aquesta no tenia telar, la qual cosa volia dir que els decorats s'havien de treure cada vegada. Els decorats eren penjats tots, un rere l'altre, doblegats. Cada vegada despenjaven el de davant i el treien fora de la sala, al pati, a la vegada que desdoblegaven el darrere seu. Aquest sistema també s'emprà tots els anys posteriors que es representaren els Pastorets a les Escolàpies.
Quant als actors, malgrat la majoria provenir dels "Caçadors del Noya", alguns no havien trepitjat mai un escenari. Gràcies a la propaganda la representació fou un èxit, aconseguit un ple. Fins aquells moments els únics Pastorets representats eren els de l'Elenc Artístic Montserrat, dels que foren competidors. A causa de l'èxit obtingut, es realitzaren quatre representacions més dels Pastorets aquell primer any: a la Cooperativa, i a Prats de Rei. Tres es feren al teatre de la Cooperativa i resultaren també plens, la Cooperativa no costava gaire d'omplir. Com a anècdota direm que en Lluquet i en Rovelló s'enfonsaven a l'infern pel coverol on hi havia l'apuntador. L'altra fou a Prats de Rei, un cop acabades les de la Cooperativa. Li proposaren al president de l'entitat que tenia al càrrec el teatre d'aquesta població, de fer-hi els Pastorets, pagant-los només el desplaçament i alguna coseta més si es feia caixa. Com que feia molts anys que no es representaven en aquesta població, l'actuació també gaudí d'un gran èxit.
Els Pastorets es representaren els set primers anys a les Escolàpies, i posteriorment tres anys al teatre de la Cooperativa "La Victòria", que de fet era la seu del grup. En aquells moments, l'Esbart era ja l'únic grup que en solitari mantenia els Pastorets any rere any, fet que dura fins a l'actualitat. Els diferents grups teatrals, que feien Pastorets, anaren desapareixent, quedant només l'Esbart Igualadí. Només algun grup sorgit temporalment algun any posà en escena els Pastorets, però sense continuació.
A partir de 1970 l'Esbart, que s'havia traslladat al Rex, presentà en aquest teatre els Pastorets, a part d'un munt d'obres més. L'Esbart seguí mantenint els Pastorets, fins i tot en el temps de crisi teatral, en què a Igualada es tancaven les portes. En aquell any (el 1974/75) l'Esbart anà a les Escolàpies, i adaptà el teatre altre cop per a fer els Pastorets.
De mica en mica, en consolidar-se, l'entitat anà aconseguint el seu propi vestuari, decorats, focus, etc. dels Pastorets, evitant així la despesa que provocava haver de llogar-los cada any.
L'any 1980 l'Esbart es trasllada al teatre de l'Ateneu Igualadí. Des de llavors l'evolució ha estat "in crescendo". Aquest trasllat fa que es passi d'uns Pastorets d'estar per casa, fets sobretot per mantenir la tradició, a uns pastorets de caràcter més espectacular, sempre dins del pressupost que l'Esbart té. Anteriorment el propòsit havia estat el de mantenir com fos la tradició dels pastorets, ja que moltes vegades a Igualada no hi havia cap més pastorets.
El primer any que es feu a l'Ateneu en un principi s'anuncià només una representació, però al final, a causa del fet que la primera omplí de gom a gom el teatre, se'n feu una altra. En ser un teatre diferent s'hagueren de llogar decorats, i el primer diumenge van ser uns, i el segon diumenge van ser uns altres, ja que els primers es van haver de tornar (ja que sols era prevista una representació).
En passar al teatre de l'Ateneu, amb ampli espai, es van iniciar les col·laboracions de diferents entitats. Fins llavors les reduïdes dimensions dels teatres permetien un joc de poques persones, sense massa comparseria.

## L'Esbart Igualadí
Els inicis de l'Esbart Igualadí es remunten cap als anys 1957/58. A finals dels anys 50 hi havia a Igualada una agrupació anomenada "Caçadors del Noya", amb seu al local de la Cooperativa "La Victòria". El grup de teatre d'aquesta agrupació es quedà sense director, i anaren a cercar l'Antoni Ferrer, actor i director de teatre. Aquest feia temps que restava inactiu del món de l'espectacle per raons familiars. Acceptà la proposta i el grup posà en escena a la Cooperativa dues o tres obres.
Al cap d'un parell d'anys, el 1959, l'Antoni Ferrer proposà a l'agrupació de fer els Pastorets. Es realitzà la representació d'"Els Pastorets" o l'Adveniment de l'Infant Jesús" al local de les Escolàpies, amb un gran èxit, la qual cosa motivà la seva reposició.
Fou en aquesta primera representació dels Pastorets de Nadal de 1959-60, quan decidiren canviar el nom del grup, ja que "Caçadors del Noya" no feia per a una entitat teatral i, molt menys per a uns Pastorets. Passà a anomenar-se Esbart Igualadí, nom evolució d'un grup de teatre hagut anteriorment l'Esbart Dramàtic Igualadí, en el qual havien actuat alguns dels components de l'entitat. Eliminaren la paraula Dramàtic, ja que els semblà poc adient.
L'Esbart Igualadí, ja consolidat, continuà representant obres, sobretot infantils, com "La Ventafocs". També es representà la Passió, el "Jesús de Natzaret", però no arrelà en el públic igualadí i no tingué continuïtat; i altres obres més serioses com "La Puntaire". A excepció dels Pastorets i "La Ventafocs", obra que pel seu gran muntatge requeria un local com el de les Escolàpies, totes les obres es posaren en escena al teatre de la Cooperativa. "La Ventafocs" era una obra senzilla de fer, però de gran envergadura, amb un muntatge car i amb molt vestuari amb un pressupost que en aquella època rondava les 10.000 pessetes, equivalent al pressupost de l'entitat. Se'n realitzaren dues representacions, la segona gràcies al patrocini del gremi de teixidors. Fou una època de gran entusiasme per al teatre amb obres cada diumenge, de grups locals o vinguts de fora. Per l'Esbart, això volia dir que quasi cada dia s'assajava, per una cosa o altra, al local de la Cooperativa.
L'Esbart tingué una primera època d'uns dotze o quinze anys, amb la gent que el fundà. Fou una època vinculada sobretot al teatre de la Cooperativa Victòria, i amb algunes representacions a les Escolàpies. L'època que comprèn els anys del 65 al 70 fou poc activa, després d'uns anys de molt interès per al teatre, amb la primera generació fundacional cansada. Els Pastorets van ser el motor que aguantà l'Esbart durant aquells anys.
El 1970 l'Esbart es traslladà de teatre i passà les seves actuacions al teatre del Casal d'Acció Catòlica, el Rex. Cap al 1974 entrà una nova generació d'actors impulsats pels Pastorets, que era l'obra principal i quasi única. Aquesta nova generació, provinent sobretot del món sardanista (la colla Primavera), començà una nova etapa de teatre, representant un munt d'obres, sobretot infantils ("La Ventafocs", "Una vegada hi havia un pastor", etc.). A més d'aquestes obres infantils, es mantenien també els Pastorets, continuant la tradició. Durant aquell temps es tirà endavant també dos anys la Passió.
Hi hagué després una tercera època, quan l'Esbart deixa el teatre Rex, motivat perquè aquest havia de tancar, anant al Centro Nacional, que ha esdevingut el Teatre Municipal de l'Ateneu Igualadí. En aquest moment, en disposar d'un teatre amb moltes més possibilitats, l'Esbart es planteja ja realitzar obres de més envergadura.
L'entitat continuà fins que malauradament el seu director, l'Antoni Ferrer, quedà cec a causa d'una malaltia i hagué d'abandonar. A partir de llavors assumí la direcció el seu fill i director actual, Francesc Ferrer. Amb aquest l'Esbart ha continuat representant i portant a escena un munt d'obres, a més dels Pastorets. El 1984 se celebraren els 25 anys de l'Esbart Igualadí, i això motivà una sèrie d'actes addicionals. Es va posar en marxa un grup de teatre format per joves, que es conegué pel Grup de joves de l'Esbart Igualadí. Aquesta formació posà en escena amb gran èxit, "La cendrosa ventafocs", que es presentà a Igualada més d'una vegada i també es portà fora de l'Anoia. Posteriorment el grup de joves es fusionà amb l'Esbart Igualadí.

## Efemèrides
1958 L'agrupació "Caçadors del Noya" comença a fer teatre sota la direcció d'Antoni Ferrer, al local de la Cooperativa
1959 Els actors provinents dels "Caçadors del Noya" passen a anomenar-se "Esbart Igualadí", i representen per primera vegada "Els Pastorets" a les Escolàpies amb un gran èxit
1960 El vestuari utilitzat és recuperat de l'antic EDI. La durada actual de l'espectacle és més de quatre hores
1961 S'afegeix piano en directe a les representacions
1962 Es construeix una trapa que s'acciona de forma manual
1963 Nou vestuari pel personatge de Satanàs
1964 Nous decorats per alguns dels quadres. Donat que les Escolàpies no tenen telar, tots aquests anys cal plegar i desplegar els decorats a cada quadre
1965 Les representacions dels Pastorets es passen a la Cooperativa
1966 Es realitza l'Anunciació Cantada
1967 Nou vestuari pels Personatges principals i pastors
1968 Es reforma l'escenografia dels principals quadres
1969 Vestuari pels àngels
1970 L'Esbart Igualadí passa les seves actuacions al Rex
1971 Donades les característiques del teatre Rex, cap decorat dels anteriors serveix, i s'han de fer nous decorats
1972 Es fan nous cortinatges per al teatre
1973 Un ruc anima les escenes de pastors
1974 Els Pastorets tornen a les Escolàpies durant un any, a causa de la intensa activitat teatral igualadina
1975 Es torna altre cop al Rex
1976 Renovació dels membres del grup de teatre. Nou vestuari per alguns dels personatges principals
1977 Decorats nous per a l'Infern i els quadres de pastors
1978 Es confecciona l'escenografia del Temple
1979 Nova il·luminació amb 20.000 Wats de Potencia
1980 Es passen les actuacions a l'Ateneu Igualadí. Amb les possibilitats d'aquest teatre, s'augmenta l'espectacularitat dels Pastorets. L'èxit d'enguany motiva una segona representació, que s'ha de fer amb decorats diferents dels de la primera.
1981 S'arregla l'antiga trapa de l'Ateneu que estava totalment inoperativa. S'elabora una nova caldera per al quadre de l'infern, feta de poliuretà
1982 S'incorpora una orquestra en directe, i comencen les col·laboracions amb altres entitats d'Igualada, que reforcen la consolidació dels Pastorets
1983 Es crea el tradicional Concurs de cuplets per als Pastorets
1984 Se celebren els 25 anys de l'Esbart Igualadí, realitzant-se tot un conjunt d'actes commemoratius
1985 Es baixa el temps de l'espectacle a menys de tres hores
1986 S'incorpora foc a les escenes de pastors i infern
1987 Passem a 35.000 Wats de potència amb il·luminació. Confecció de nou vestuari per al cos de dimonis
1988 S'incorpora l'efecte de fum i les estrelles al ciclorama
1989 Tanca l'Ateneu Igualadí i es passen les representacions al Cercle Mercantil. Adaptació de Nou Pròleg
1990 Nou vestuari per a St. Miquel. Es realitza una espasa lluminosa
1991 S'incorpora l'efecte de núvols en els quadres de pastors
1992 A partir d'aquest any, es realitzen els canvis de decorats a teló obert, en ombres
1993 Nou vestit per al personatge de Satanàs
1994 L'Esbart Igualadí participa en la primera trobada de dimonis dels Pastorets. Passem a 55.000 Wats de potència amb la il·luminació
1995 Un cop restaurat l'Ateneu Igualadí es tornen les representacions a aquest teatre. L'Esbart Igualadí elabora una trapa elèctrica. S'inicia la sèrie de programes dels Pastorets en forma de "carota" dels personatges principals
1996 S'aconsegueix tenir tots els personatges doblats. Nou vestuari per al Llucifer
1997 Nova escenografia per als quadres del Temple i de l'Anunciació. Augmenta la potència d'il·luminació a 65.000 W
1998 Nova escenografia per al quadre del bosc tenebrós. S'incorpora l'escena de Dracs i Diables d'Igualada que treu foc i fum a aquest quadre. Ens deixa per anar a una nova vida, el nostre Fundador: ANTONI FERRER
1999 Estrena d'un nou Infern
2000 S'informatitza tota la part de luminotècnia
2001 Efectes especials de focs i artificis en les escenes infernals
2002 En el bosc nevat s'incorpora un segon nivell mitjançant rampes
2003 Estrena del vestuari dels Rabadans, Lluquet i Rovelló
2004 Projecció amb diapositives de diferents quadres escenogràfics
2005 Efecte espectacular de l'aparició de l'àngel en l'anunciació i nou vestit de Getsè
2006 Fotografies a la sala d'entrada al Teatre amb personatges dels Pastorets
2007 Estrena de l'infern de les Calderes d'en Pere Botero, basades en les coves de Collbató
2008 "50 Anys dels Pastorets" i estrena d'un impressionant decorat del paisatge de Montserrat
2009 Es realitza una nova presentació i es canvia el pentinat dels dimonis.
2010 Apareixen per primera vega 'Les Diablesses' i el grup de rock igualadí Faèrica adapta la tradicional cançó de les Fúries de l'infern cap a una sonoritat més rock